# Gunilla Axén
Gunilla Sonja Ewa Axén, född 27 oktober 1966 i Eskilstuna, är en svensk före detta fotbollsspelare (anfallare). Hon spelade hela sin karriär i Gideonsbergs IF, innan hon fick avsluta den redan som 23-åring på grund av en korsbandsskada. Axén representerade även svenska landslaget, och var bland annat med i den trupp som vann EM-guld 1984 och EM-silver 1987

## Klubblagskarriär
Säsongen 1986 blev Axén utsedd till Årets Fotbollstjej, vilket var föregångaren till Diamantbollen som delas ut till årets bästa kvinnliga fotbollsspelare i Sverige. Detta efter att ha blivit säsongens skyttedrottning i Damallsvenskan med 22 mål för sitt Gideonsbergs IF.
Redan 1989 tvingades Axén avsluta sin spelarkarriär efter att ha ådragit sig en främre korsbandsskada på Tipshallens konstgräs i Jönköping. Innan dess hade det ryktats om intresse från italienska klubbar i Serie A.

## Landslagskarriär
Axén gjorde sin debut för svenska a-landslaget i semifinalen mot Italien i EM 1984, som spelades i Linköping. Sverige vann med 2–1 efter att Pia Sundhage gjort båda målen. Axén satt även på bänken i finalen mot England, som Sverige vann på straffar.
I semifinalen av EM 1987 mot England gjorde Axén två mål som inhoppare, vilket ledde till en 3–2-seger efter förlängning. Hon var även uttagen i Sveriges trupp till Women's Invitation Tournament 1988 i Guangdong, som slutade tvåa efter finalförlust mot Norge.

## Familj och yrke
2003–2010 arbetade Axén som utvecklingschef på Svenska Fotbollförbundet.